# Łóżko piętrowe

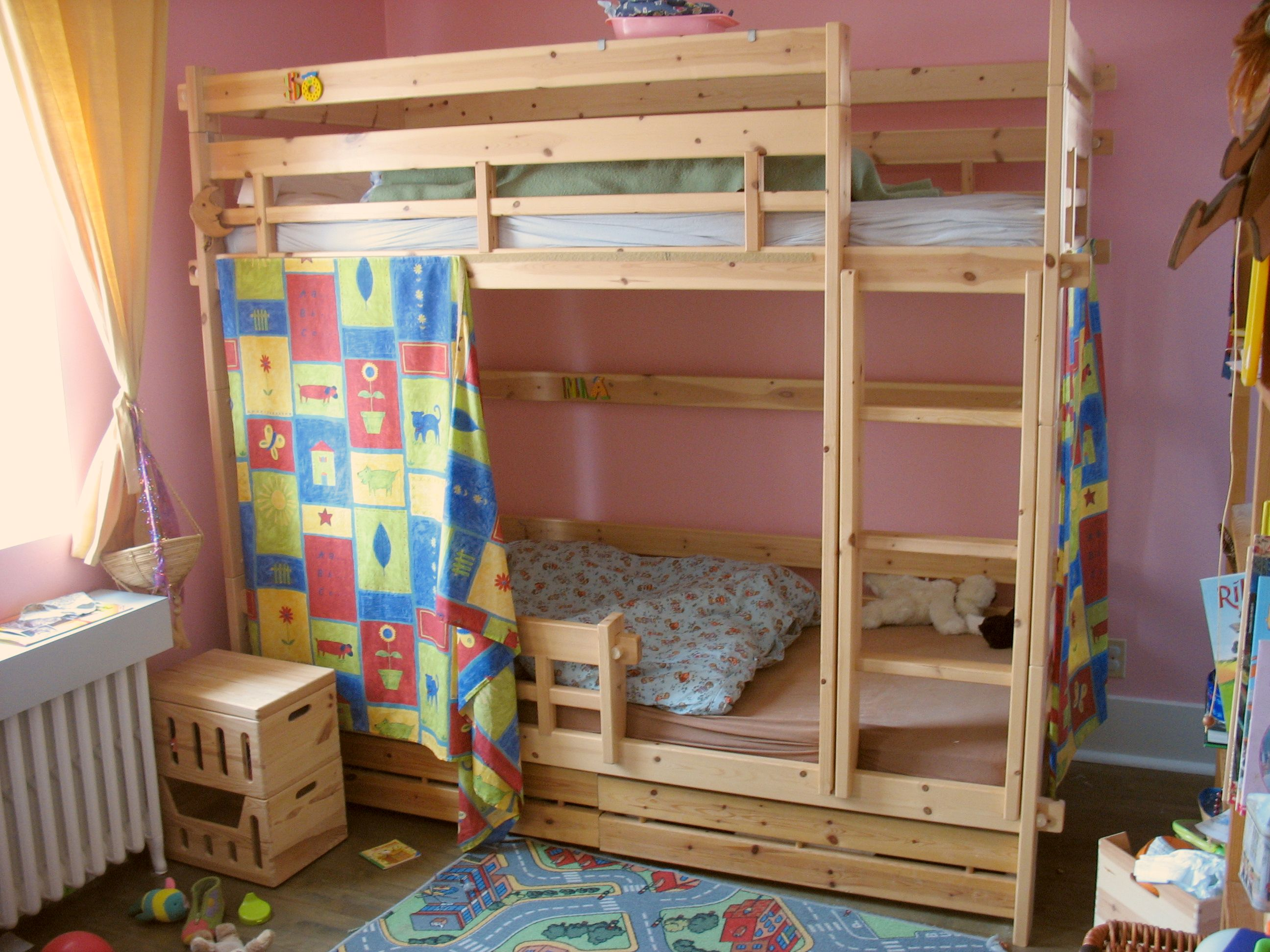
Łóżko piętrowe.

Łóżko piętrowe – typ mebla, służący do snu lub odpoczynku w pozycji leżącej.
Łóżko piętrowe składa się z dwóch (lub więcej) łóżek rozmieszczonych na różnych poziomach nad sobą. Do łóżek będących wyżej można dostać się najczęściej za pomocą małej drabiny. Dla bezpieczeństwa łóżka znajdujące się na górze często mają barierkę, która zapobiega upadkowi.  Pod najniższym łóżkiem najczęściej znajduje się schowek na pościel, który czasem może być zastąpiony przez miejsce na dodatkowy wysuwany materac.

Niektóre łóżka piętrowe nie posiadają łóżka na dolnym poziomie, a jedynie podpory i schodki na górny poziom - wtedy dolny poziom przeznaczony jest do montażu innych mebli, na przykład biurka. Rozwiązanie to stosowane jest w pokojach o małym rozmiarze, w których mieszkają pojedyncze dzieci.

Łóżka piętrowe używane bywają w koszarach wojskowych i zakładach karnych (w tych miejscach najczęściej o metalowej, prostej konstrukcji), jak i w ośrodkach kolonijnych czy bursach. Proste konstrukcje tego typu (prycze) używane były w niemieckich obozach jenieckich i koncentracyjnych.